# 圣母堂 (纽伦堡)
圣母堂（Frauenkirche）是德国纽伦堡的一座罗马天主教教堂，位于市中心大集市广场的东侧。

## 历史
圣母堂的所在地原是一座犹太会堂，在1349年黑死病爆发期间被摧毁。1352年到1362年，查理四世兴建了这座砖砌哥特式建筑，他希望将圣母堂用于帝国仪式，这体现在阳台与门廊，有神圣罗马帝国的纹章。
查理四世短命的儿子瓦茨拉夫于1361年在此教堂接受洗礼。 

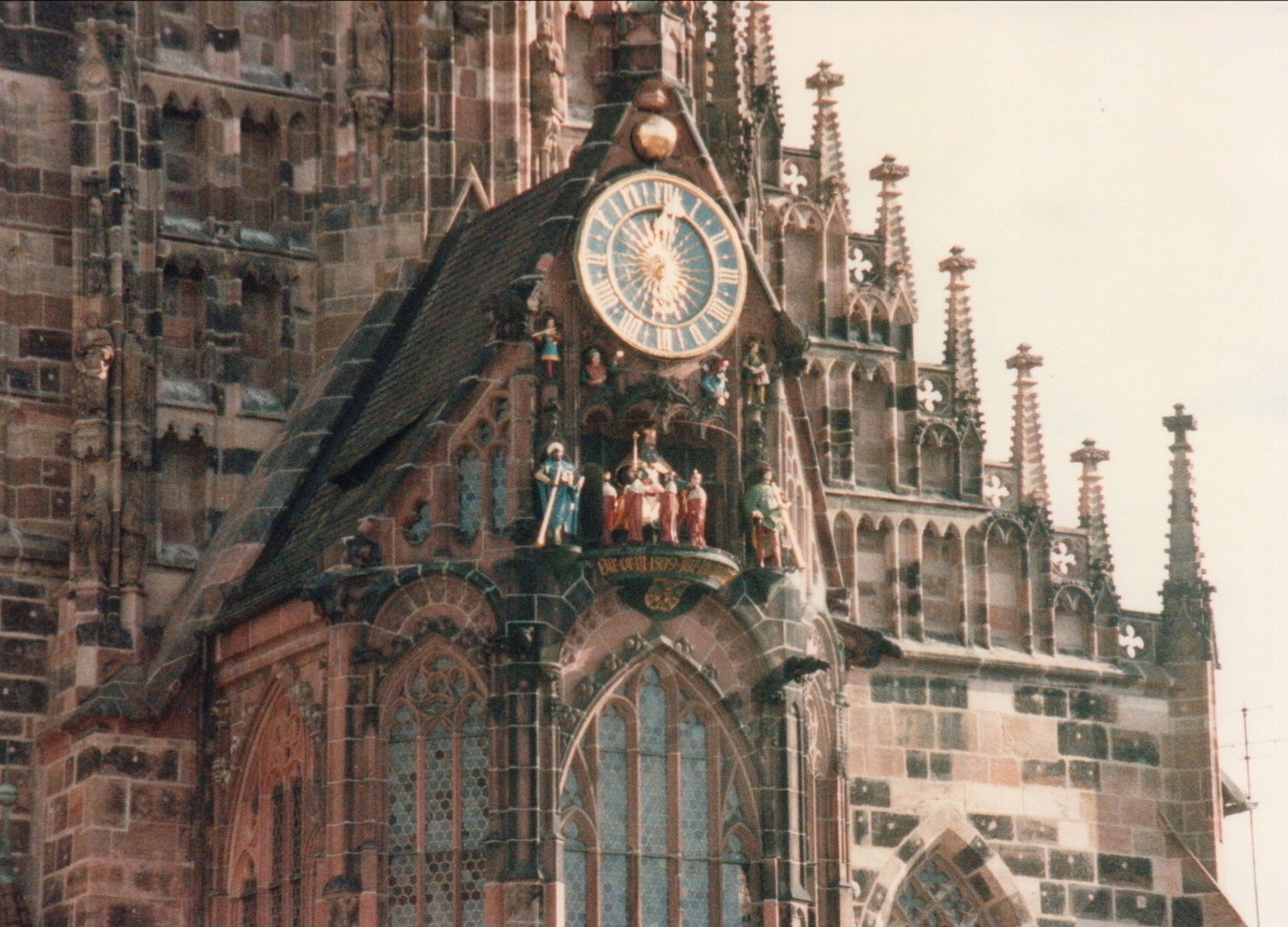
大钟

1934年莱尼·里芬斯塔尔的宣传片《意志的胜利》中，阅兵的最后一幕为穿过纽伦堡市中心，希特勒接受纳粹部队致敬，背景就是纽伦堡圣母堂。